# Bảo tàng Cố cung

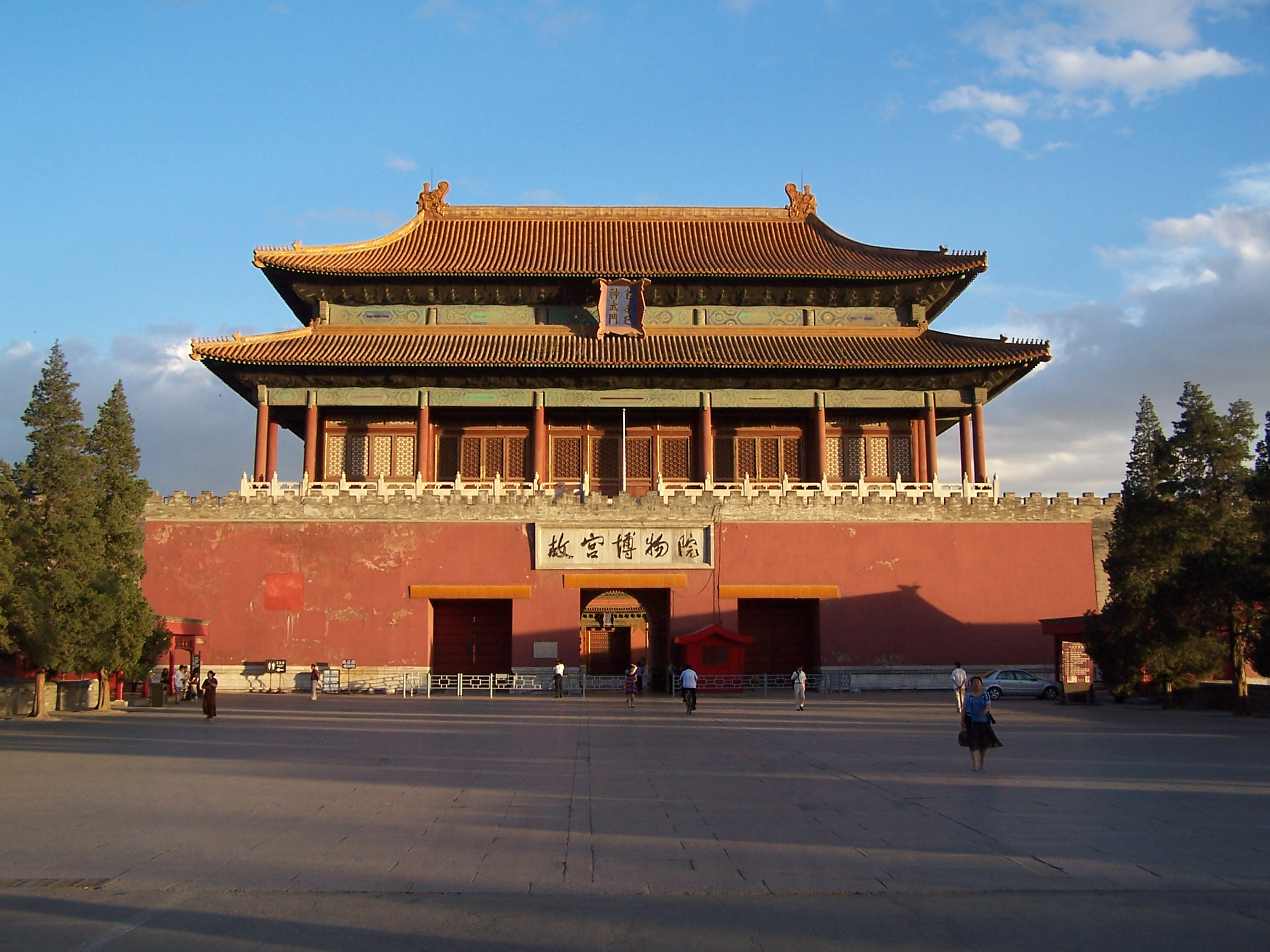
Thần Ngọ Môn, Bắc môn. Bảng tên ở dưới ghi "Bảo tàng Cố cung" (故宫博物院)

Bảo tàng Cố cung (tiếng Trung: 故宫博物院; bính âm: Gùgōng Bówùyuàn) là một viện bảo tàng quốc gia nằm trong Cố Cung ở Bắc Kinh, Trung Quốc. Các bộ sưu tập nghệ thuật của nó được xây dựng dựa trên bộ sưu tập hoàng gia của các triều đại nhà Minh và nhà Thanh. Bộ sưu tập này đã được mở rộng trong thế kỷ 20 với những vụ mua lại mới, chuyển từ các bảo tàng khác và những khám phá khảo cổ mới.

## Địa điểm

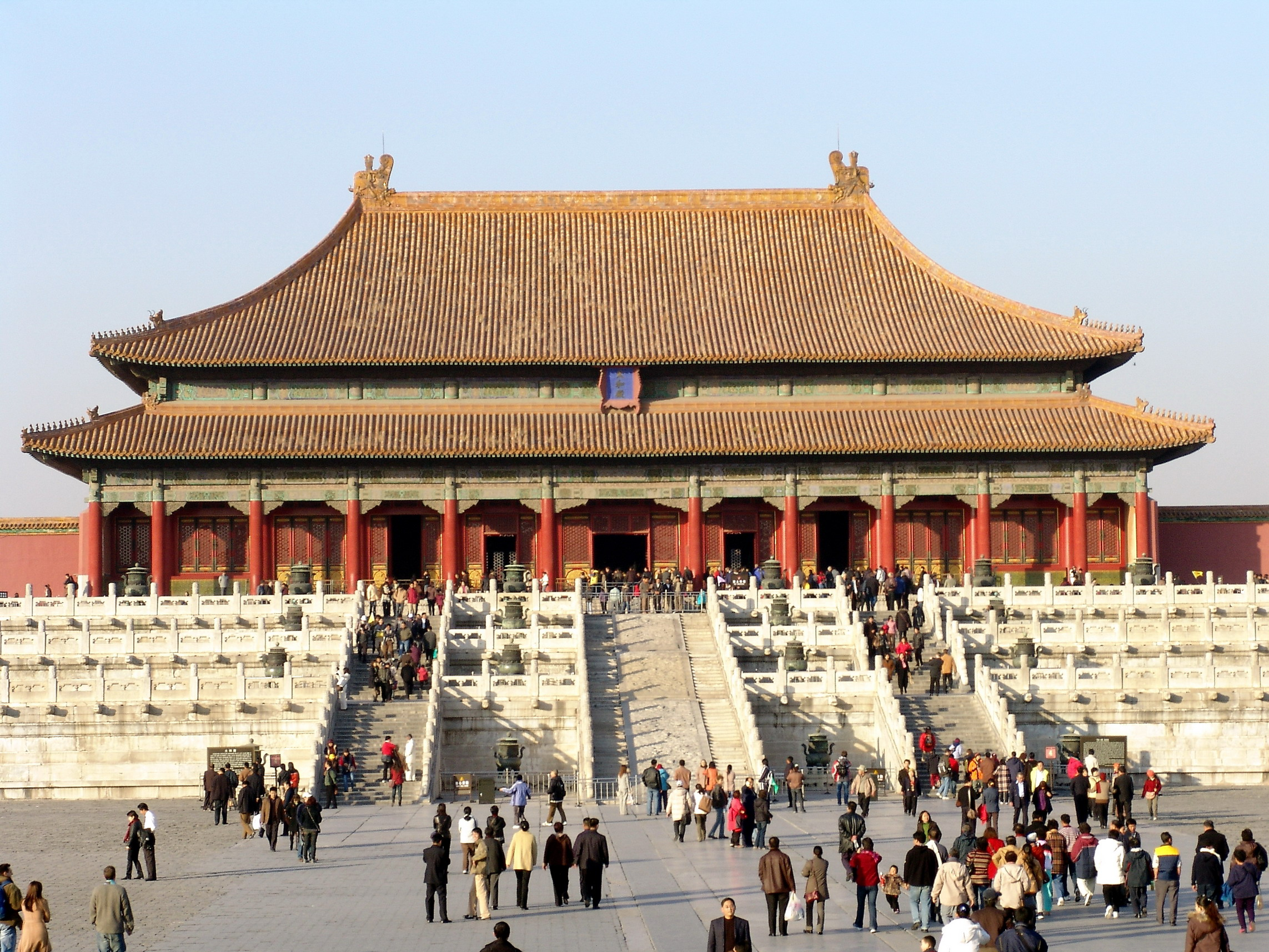
Sảnh Thái Hòa

Bảo tàng Cố cung được đặt trong Tử Cấm Thành, cung điện hoàng gia Trung Quốc từ nhà Minh đến cuối nhà Thanh. Nó nằm ở giữa Bắc Kinh, Trung Quốc. Trong gần năm thế kỷ, nó là cung điện của các Hoàng đế và hoàng thất, và là trung tâm nghi lễ và chính trị của chính phủ Trung Hoa.
Được xây dựng từ năm 1406 đến 1420, khu phức hợp bao gồm 980 tòa nhà còn sót lại với 8.707 cung và có diện tích 720.000 mét vuông. Phức hợp bảo tàng theo kiến trúc truyền thống Trung Hoa, và đã ảnh hưởng đến sự phát triển văn hóa và kiến trúc ở Đông Á và các nơi khác. Tử Cấm Thành được tuyên bố là Di sản thế giới vào năm 1987, và được UNESCO đánh giá là quần thể kiến trúc gỗ lớn nhất trên thế giới.

## Lịch sử

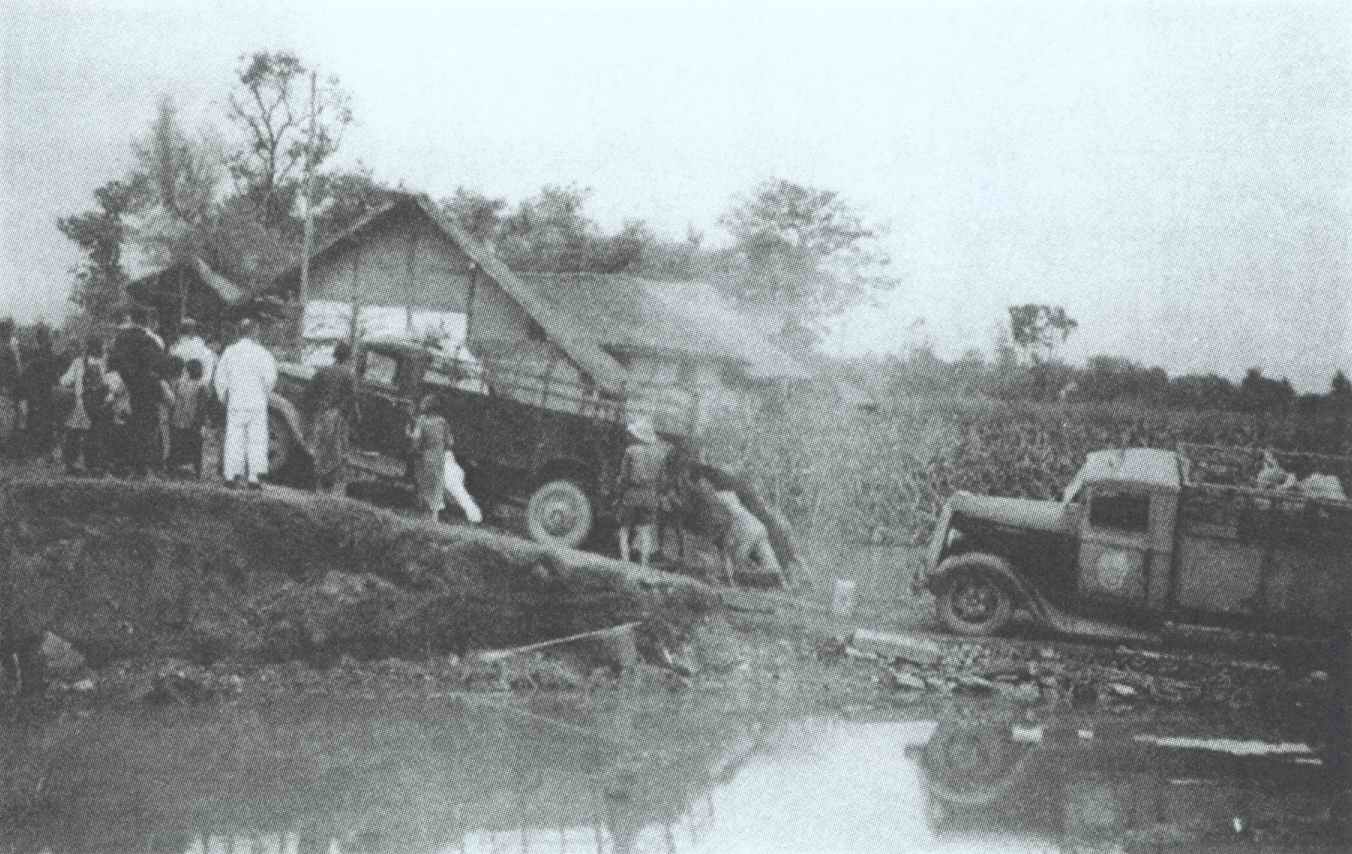
Các hiện vật của Bảo tàng Cố cung được sơ tán trên khắp Trung Quốc trước lực lượng Nhật Bản vào những năm 1930.

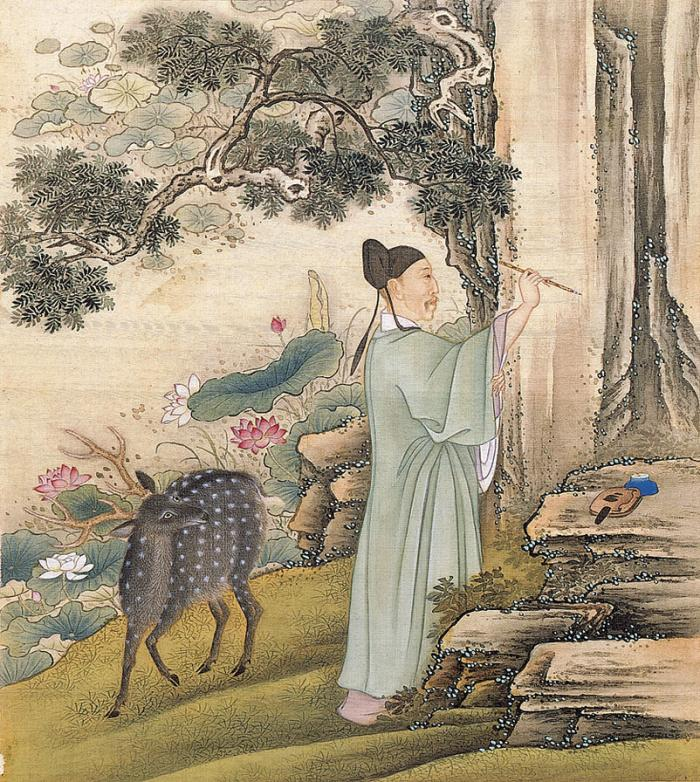
Vĩnh Lạc đế, nghệ sĩ nặc danh, thời kỳ Ung Chính (1723—35).

Được xây dựng từ năm 1406 đến 1420, Tử Cấm Thành là cung điện hoàng gia Trung Quốc từ đầu triều đại nhà Minh đến cuối triều đại nhà Thanh. Năm 1912, Phổ Nghi, Hoàng đế cuối cùng của Trung Quốc, thoái vị. Theo thỏa thuận với chính phủ Trung Hoa Dân Quốc mới, Phổ Nghi vẫn trong Nội cung, trong khi Ngoại cung được trao cho sử dụng công cộng, nơi một bảo tàng nhỏ được thiết lập để trưng bày các hiện vật được đặt trong Ngoại cung. Năm 1924, Phổ Nghi bị đuổi khỏi Nội cung sau một cuộc đảo chính. Bảo tàng Cố cung sau đó được thành lập tại Tử Cấm Thành vào Ngày Song Thập (10 tháng 10) năm 1925.
Các bộ sưu tập của Bảo tàng Cố cung dựa trên bộ sưu tập triều đình nhà Thanh. Theo kết quả của cuộc kiểm toán năm 1925, khoảng 1,17 triệu tác phẩm nghệ thuật đã được lưu trữ trong Tử Cấm Thành. Ngoài ra, các thư viện đế quốc chứa vô số sách và tài liệu lịch sử quý hiếm, bao gồm các tài liệu chính phủ của các triều đại nhà Minh và nhà Thanh.
Từ năm 1933, mối đe dọa xâm lược của Nhật Bản đã buộc phải sơ tán những phần quan trọng nhất trong bộ sưu tập của Bảo tàng. Sau khi Thế chiến II kết thúc, bộ sưu tập này đã được đưa trở lại Nam Kinh. Tuy nhiên, với chiến thắng của những người Cộng sản sắp xảy ra trong nội chiến Trung Quốc, chính phủ Trung Hoa Dân Quốc dưới thời Tưởng Giới Thạch đã ra lệnh sơ tán bộ sưu tập này đến Đài Loan. Trong số 13.491 hộp đồ tạo tác sơ tán, 2.972 hộp hiện được lưu trữ trong Bảo tàng Cố cung Quốc gia ở Đài Bắc. Bộ sưu tập tương đối nhỏ nhưng chất lượng cao này ngày nay là cốt lõi của bảo tàng đó. Hơn 8.000 hộp đã được trả lại cho Bắc Kinh, nhưng ngày nay vẫn còn 2.221 hộp được lưu trữ dưới sự phụ trách của Bảo tàng Nam Kinh.
Dưới chính phủ Cộng hòa Nhân dân Trung Hoa, Bảo tàng đã tiến hành một cuộc rà soát mới cũng như tìm kiếm kỹ lưỡng về Tử Cấm Thành, phát hiện ra một số vật phẩm quan trọng. Ngoài ra, chính phủ đã chuyển các vật phẩm từ các bảo tàng khác trên khắp đất nước để bổ sung cho bộ sưu tập của Bảo tàng Cố cung. Nó cũng đã mua và nhận được sự đóng góp từ công chúng.
Trong những năm gần đây, sự hiện diện của các doanh nghiệp thương mại trong Tử Cấm Thành đã gây tranh cãi. Một cửa hàng Starbucks, khai trương năm 2000, đã gây ra sự phản đối  và cuối cùng đóng cửa vào ngày 13 tháng 7 năm 2007. Truyền thông Trung Quốc cũng chú ý đến một cặp cửa hàng lưu niệm từ chối tiếp nhận công dân Trung Quốc để hét giá đối với khách hàng nước ngoài trong năm 2006.